# Planeta de hélio
Um planeta de hélio é um tipo teórico de planeta que pode se formar através da perda de massa de uma estrela anã branca de pouca massa. Planetas gigantes gasosos ordinários como Júpiter e Saturno consistem primariamente de hidrogênio, sendo o hélio um componente secundário. Mas um planeta de hélio poderia se formar em um ambiente em que todo o hidrogênio fora transformado em hélio ou outros elementos mais pesados, através da fusão nuclear.

## Origem
Um cenário envolve uma estrela binária simbiótica do tipo AM CVn, composta por duas estrelas anãs brancas de núcleo de hélio circundadas por um disco de acreção circumbinário, formado durante a transferência de massa da anã branca menos massiva para a mais massiva. Após ter perdido a maior parte de sua massa, a anã branca menos massiva pode se aproximar da massa de dimensão planetária.

## Características
Prevê-se que os planetas de hélio possuam o mesmo diâmetro de planetas de hidrogênio da mesma massa. Mas os planetas de hélio mais pesados que 13 massas de Júpiter continuariam sendo planetas, não anãs marrons, pois eles não contém deutério e portanto não são mais capazes de fundir qualquer elemento.